# Stolperstein in Oviedo
Der Stolperstein in Oviedo wurde in Oviedo in der Autonomen Gemeinschaft Asturien in Spanien verlegt. Er ist Luis Montero Àlvarez gewidmet, einem führenden Kommunisten Spaniens, der während des Zweiten Weltkriegs nach Frankreich geflüchtet war, dort von deutschen Truppen festgenommen und in das KZ Mauthausen deportiert wurde. Er überlebte die KZ-Haft, verschwand jedoch 1950 auf mysteriöse Art.
Die Stolpersteine des deutschen Künstlers Gunter Demnig erinnern an das Schicksal der Menschen, die von den Nationalsozialisten ermordet, deportiert, vertrieben oder in den Suizid getrieben wurden. Sie liegen im Regelfall vor dem letzten selbstgewählten Wohnsitz des Opfers. Die kastilische Übersetzung des Begriffes Stolpersteine lautet: pedres que fan ensopegar, sie werden jedoch meist piedras de la memoria (Erinnerungssteine) genannt. Der bislang einzige Stolperstein in Asturien wurde im Laufe des Jahres 2021 verlegt.

## Stolperstein
| Stolperstein | Übersetzung | Verlegort                 | Name, Leben |
| ------------ | --- | ------------------------- | --- |
|              | AM NORDBAHNHOF ARBEITETE LUIS MONTERO ÁLVAREZ GEBOREN 1908 VERHAFTET 30.11.1942 DEPORTIERT 1943 MAUTHAUSEN BEFREIT | C/ Uría (vor dem Bahnhof) | Luis Montero Álvarez, Kampfname Sabugo, wurde am 30. April 1908 in Casorvida (Lena) geboren. Er war Republikaner und ein führender Kommunist. Nach der Niederlage im Bürgerkrieg ging er ins Exil nach Frankreich, arbeitete aber weiterhin für die Partei, nach dem Einmarsch der deutschen Truppen auch für die Résistance. Er wurde am 30. November 1942 von deutschen Truppen gefasst und am 29. März 1943 in das KZ Mauthausen deportiert. Dort fungierte er als Generalsekretär des klandestinen PCE bis zur Befreiung am 5. Mai 1945. Von 1948 bis 1950 war er der höchste Repräsentant des PCE in Asturien. Die Vierte Französische Republik bedankte sich für seine Dienste mit zwei bedeutende Auszeichnungen – der Médaille de la Résistance und dem Croix de guerre. Im März 1950 verschwand er in Frankreich spurlos. |

## Verlegedatum
- Zweite Jahreshälfte 2021 (ohne Gunter Demnig)